# Râul Pietrosul, Siret
Râul Pietrosul este unul afluent al râului Siret. 